# مزوریدازین
مزوریدازین (به انگلیسی: Mesoridazine) (سرنتیل) یک داروی ضدروان‌پریشی پیپریدینی متعلق به دسته داروهای موسوم به فنوتیازین‌ها است که در درمان اسکیزوفرنی استفاده می‌شود. این دارو متابولیت تیوریدازین است. نام این دارو از نام گروه‌های عاملی متیل‌سولفوکسی و پپیریدین مشتق شده که در ساختار این دارو وجود دارند.
این ماده دارای اثرات آنتی آدرنرژیک مرکزی، آنتی دوپامینرژیک، آنتی سروتونرژیک و آنتی کولینرژیک موسکارینی ضعیف است.
عوارض جانبی جدی شامل بی‌قراری حرکتی، Tardive dyskinesia و سندرم نورولپتیک بدخیم کشنده است.
مزوریدازین در سال ۲۰۰۴ به دلیل عوارض جانبی خطرناک قلبی از بازار ایالات متحده خارج شد.
در حال حاضر به نظر می‌رسد که در سراسر جهان از دسترس خارج شده باشد.